# Kötscheid
Kötscheid (luxemburgisch Kietschtⓘ, französisch Koetschette) ist eine Ortschaft in der Gemeinde Rambruch im Kanton Redingen im Großherzogtum Luxemburg.

## Lage
Kötscheid liegt an der Nationalstraße 23, Nachbarorte sind Rambruch im Süden und Arsdorf im Norden, die CR 309 verbindet Kötscheid mit Arsdorf.

## Allgemeines
Die Ortschaft ist ein kleines ländlich geprägtes Dorf und gehört schon immer zur Gemeinde Rambruch.